# Michael Shaara
Michael Shaara (* 23. Juni 1928 in Jersey City, New Jersey; † 5. Mai 1988 in Tallahassee, Florida) war ein US-amerikanischer Romanautor, der vor allem durch seinen historischen Roman „The Killer Angels“ zum Sezessionskrieg bekannt wurde.
Der Italo-Amerikaner (seine Familie hieß ursprünglich Sciarra) besuchte die Rutgers University in New Jersey und diente nach seinem Abschluss 1951 als Fallschirmjäger-Offizier im Koreakrieg. Shaara verarbeitete diese Erfahrungen (und die Wiedereingliederungs-Zeit nach seiner Heimkehr) in seinem Roman „The Broken Place“ (New American Library, 1968, McGraw Hill 1981). Danach arbeitete er als Amateur-Boxer und Polizeibeamter, bevor er in den 1950er Jahren begann für Science-Fiction Magazine zu schreiben, gesammelt 1982 in seinem Kurzgeschichten Band „Soldier Boy“ – der Titel stammt von einer Kurzgeschichte von 1953 aus der Zeitschrift Galaxy – die auch einige Preise erhielten. Tagsüber unterrichtete er Englisch, Kreatives Schreiben und Literatur an der Florida State University in Tallahassee – nachts schrieb er an Romanen und Kurzgeschichten, die z. B. im Playboy, der Saturday Evening Post und im Cosmopolitan veröffentlicht wurden. Bekannt wurde er für seinen 1974 erschienenen sehr erfolgreichen Roman „The Killer Angels“, der die Ereignisse der dreitägigen Schlacht von Gettysburg behandelt, und für den er überraschend 1975 den Pulitzer-Preis für Fiction erhielt. Das Buch schildert das Geschehen aus der Perspektive der kommandierenden Offiziere und basiert teilweise auf den Memoiren von General James Longstreet, der sich vergeblich gegen den von Robert E. Lee befohlenen verlustreichen Frontalangriff („Pickett´s Charge“) eingesetzt hatte, der die Schlacht entschied. Das Buch prägte wesentlich die heutige Sicht auf die Schlacht in der amerikanischen Öffentlichkeit, insbesondere da es als Vorlage für den Film „Gettysburg“ (1993) von Ronald F. Maxwell diente. Zu Lebzeiten von Shaara war der Roman kein Erfolg – erst nachdem der Spielfilm 1993 angelaufen war, landete er in den Bestsellerlisten der New York Times auf Platz 1. 2001 hatte er eine Auflage von über 3 Millionen.
Der Roman wurde von seinem Sohn Jeff Shaara (* 1952) zu einer Bürgerkriegs-Romantrilogie erweitert mit „Gods and Generals“ (1996), der die Zeit vor Gettysburg behandelt, und „The Last Full Measure“ (1998), der sich um die Zeit nach Gettysburg dreht.
Sein letzter Roman „For Love of the Game“ wurde 1991 von seinem Sohn posthum veröffentlicht und handelt von einem älter werdenden Baseball-Spieler, der das Ende seiner Karriere kommen sieht. Er wurde 1999 von Sam Raimi mit Kevin Costner und Kelly Preston in der Hauptrolle verfilmt. Shaara veröffentlichte auch Science-Fiction-Romane („The Noah Conspiracy“ 1981, zuerst veröffentlicht als „The Herald“).
1988 starb er nach einem Herzanfall – 23 Jahre nachdem der Kettenraucher schon mit 36 Jahren einen ersten Anfall hatte.

## Michael Shaara Prize for Civil War Fiction
Seit 1997 wird jährlich ein mit 2500 Dollar dotierter „Michael Shaara Prize for Civil War Fiction“ vom „Civil War Institute at Gettysburg College“ vergeben. Preisträger waren:
- 1997: Madison Jones „Nashville 1864“, J.S.Sanders 1997
- 1998: Donald McCaig „Jacob´s Ladder – a story of Virginia during the civil war“, W.W.Norton 1998
- 1999: Robert Mrazek „Stonewalls Gold“, St. Martins 1999
- 2000: Richard Slotkin „Abe- a novel of the young Lincoln“, John McRae Books 2000
- 2001: Marly Youmans „The Wolf Pit“, Farrar, Strauss and Giroux 2001
- 2002: Marie Jakober „Only call us faithful“, Forge Books 2002
- 2003: kein Preis
- 2004: Philip Lee Williams „A distant Flame“, St. Martins 2004
- 2005: kein Preis
- 2006: E.  L. Doctorow „The March“, Random House 2005
- 2007: Howard Bahr „The Judas Field“, Henry Holt and Company, 2006
- 2008: Donald McCaig „Canaan“, W.W.Norton 2007
- 2009: Nick Taylor „The disagreement“, Simon and Schuster 2008
- 2010: Cornelia Nixon „Jarrettsville“, Conterpoint 2009
- 2011: Robin Oliveira „My Name is Mary Sutter“, Viking 2010
- 2012: Sharon Ewell Foster „The Resurrection of Nat Turner. Part One: The Witnesses“, Howard Books 2011